# Список прем'єр-міністрів Камеруну
У статті подано Список прем'єр-міністрів Камеруну від моменту здобуття державою незалежності 1960 року.

## Список
| Порядок                        | Ім'я                  | Зображення | Початок повноважень | Завершення повноважень |
| ------------------------------ | --------------------- | ---------- | ------------------- | ---------------------- |
| Республіка Камерун             |                       |            |                     |                        |
| 1                              | Амаду Ахіджо          |            | 1 січня 1960        | 5 травня 1960          |
| 2                              | Шарль Ассале          |            | 5 травня 1960       | 6 жовтня 1961          |
| Федеративна Республіка Камерун |                       |            |                     |                        |
| Західний Камерун               |                       |            |                     |                        |
|                                | Джон Нгу Фонча        |            | 1 жовтня 1961       | 13 травня 1965         |
|                                | Огюстен Нгом Жуа      |            | 13 травня 1965      | 11 січня 1968          |
|                                | Саломон Танденг Муна  |            | 11 січня 1968       | 2 червня 1972          |
| Східний Камерун                |                       |            |                     |                        |
|                                | Шарль Ассале          |            | 1 жовтня 1961       | 19 червня 1965         |
|                                | Венсан де Поль Аханда |            | 19 червня 1965      | 20 листопада 1965      |
|                                | Сімон П'єр Чунгуї     |            | 20 листопада 1965   | 2 червня 1972          |
| Об'єднана Республіка Камерун   |                       |            |                     |                        |
| 3                              | Поль Бія              |            | 30 червня 1975      | 6 листопада 1982       |
| 4                              | Белло Буба Майгарі    |            | 6 листопада 1982    | 22 серпня 1983         |
| 5                              | Люк Айянг             |            | 22 серпня 1983      | 25 січня 1984          |
| Республіка Камерун             |                       |            |                     |                        |
| 6                              | Саду Айяту            |            | 26 квітня 1991      | 9 квітня 1992          |
| 7                              | Сімон Ачіді Ачу       |            | 9 квітня 1992       | 19 вересня 1996        |
| 8                              | Пітер Мафані Мусонге  |            | 19 вересня 1996     | 8 грудня 2004          |
| 9                              | Ефраїм Іноні          |            | 8 грудня 2004       | 30 червня 2009         |
| 10                             | Філемон Янг           |            | 30 червня 2009      | 4 січня 2019           |
| 11                             | Джозеф Нгуте          |            | 4 січня 2019        |                        |